# قهورد علیا
روستای قهورد علیا در شمالی‌ترین قسمت استان همدان در شهرستان کبودرآهنگ در بخش گل‌تپه و دهستان مهربان سفلی واقع شده‌است. 
این جمعیت این روستا طبق آخرین سرشماری عمومی نفوس و مسکن ۱۳۹۵، ۲۳۳ خانوار و ۹۳۶ نفر است در مورد وجه تسمیه این نام «قهورد علیا»  به گفته برخی از بزرگان روستا، «قهورد» به معنای رودهای خروشانی است که صدای آن «قه قه» مانند است. البته این رودها که نام می‌برند اکنون متناسب با تعریف نیستند. در مورد معنی کلمه دوم آن «علیا» به معنای بالا و بزرگ‌تر می‌باشد که منظور آن نسبت به قهورد سفلی است که در پایین این روستاست. مردم این روستا اکثرا به زبان کردی و و تعدادی هم ترکی تکلم می‌کنند با این حال هنه اهالی به یه زبان فارسی، کردی و ترکی تسلط دارند.

درآمد اصلی اهالی این روستا از راه کشاورزی و دام‌پروری تأمین می‌شود. در کنار روستای قهورد علیا تپه‌ای است که بر روی آن مقبره امامزاده جعفر قرار گرفته‌است. از جمله فعالیت‌های اجتماعی جوانان این روستا می‌توان به تشکیل گروهی غیردولتی به نام «کانون فروغ جوانان» اشاره کرد که در سال ۱۳۸۲ به‌عنوان اولین تشکل غیردولتی منطقه تأسیس شد.